# Pavlina Mani
Pavlina Mani (ur. 13 listopada 1948 w Lushnji) – albańska aktorka teatralna i filmowa.

## Życiorys
Karierę sceniczną rozpoczęła od występów w amatorskim zespole estradowym, działającym w Lushnji. W 1970 ukończyła studia na Wydziale Dramatu przy Instytucie Sztuk w Tiranie. Po studiach rozpoczęła pracę w Teatrze Ludowym (alb. Teatri Popullor) w Tiranie. W 2002 przerwała pracę w teatrze i wyjechała wraz z rodziną do USA. Mieszka w Harrison, w stanie Nowy Jork.
Zadebiutowała na dużym ekranie jeszcze w czasie studiów w 1966 r. rolą córki w filmie Oshëtime në bregdet. Potem zagrała jeszcze w czternastu filmach fabularnych. Za rolę matki w filmie Bolero została wyróżniona w 1997 na festiwalu filmowym w Saint-Étienne. W 2012 zagrała jedną z głównych ról w amerykańskim filmie Right to love (reż. Paul Kurti).
Została uhonorowana tytułem Zasłużonego Artysty (Artist i Merituar). Jej mężem jest aktor i reżyser Piro Mani.

## Role filmowe
- 1966: Oshëtime në bregdet jako Shpresa
- 1973: Mimoza llastica
- 1974: Qyteti me i ri ne bote
- 1975: Gjenerali i ushtrise se vdekur (TV) jako Beti
- 1976: Lulekuqet mbi mure jako nauczycielka muzyki
- 1979: Radiostacioni jako Mariana
- 1980: Pas vdekjes jako Lulushja
- 1982: Rruga e lirise jako Nafia
- 1985: Ne prag te jetës jako Ermion
- 1986: Pallati 176 jako Liria
- 1986: Dy here mat jako żona Ilo
- 1987: Tela per violine jako żona Muco
- 1988: Stolat ne park jako Antygona
- 1990: Flete te bardha jako Kristina
- 1997: Bolero jako Vera (matka)
- 2001: Njerez dhe fate (serial telewizyjny) jako Drita
- 2004: Ishte koha per dashuri jako Ada
- 2012: Right to love jako Maviola